# 祈耀年
祈耀年爵士（英語：Sir Noel Paul Quinn, 1962年1月13日—）是一名英籍香港銀行家。

## 生平
1962年出生于英格兰，毕业于伯明翰城市大学。1987年任职于米特兰银行，1992年母公司被汇丰收购后加入汇丰。2011年担任汇丰亚太部商业银行部总裁。2015年12月担任汇丰商业银行部首席执行官。2019年8月担任集团临时首席执行官，接替辞职的范宁。2020年3月18日转正。

## 家庭
已婚有三个孩子，住在萨里郡。